# Carles Rovira i Reixach
Carles Rovira i Reixach (Sabadell, Vallès Occidental, 23 d'abril de 1929 – 16 de febrer de 2006) fou un compositor de sardanes català.
Malgrat la seva tasca professional, químic expert en fosa, sempre trobà espais per conrear la seva gran afecció. Musicalment fou deixeble de Josep Costa, director de la sabadellenca Orquestra Muixins, del pare claretià Ramon Llobet, i també del seu germà que havia estat un gran flabiolaire.
La música va ser per a ell una activitat vocacional amb què va generar un catàleg voluminós dividit en dues èpoques força distants. La primera se situa en els anys 40/50, i després d'una llarga absència, reprèn l'activitat compositiva el 1979 fins a la seva desaparició.
Les seves inquietuds sardanistes el portaren també a col·laborar en la realització dels espais radiofònics del programa Renaixença a Ràdio Castellar, de Castellar del Vallès.
Ha deixat escrites prop de 150 sardanes.